# Agrotis procellaris
Agrotis procellaris is een uitgestorven vlinder uit de familie van de uilen (Noctuidae). De wetenschappelijke naam van de soort is voor het eerst geldig gepubliceerd in 1900 door Meyrick.